# Nobuko Okashita
Nobuko Okashita (岡下信子, Okashita Nobuko), née le 28 juin 1939, est une femme politique japonaise, représentant le Parti libéral-démocrate japonais à la Chambre des représentants du Japon. Elle est nommée en 2006 dans le gouvernement Abe I au poste de secrétaire parlementaire chargée des relations avec le bureau du Cabinet.

## Jeunesse et carrière pré-électorale
Okashita naît le 28 juin 1939 à Kan'onji, dans la préfecture de Kagawa, au Japon. Elle obtient son diplôme de littérature anglaise en 1960 de l'Université Gakushūin.
Elle travaille tout d'abord comme secrétaire pour son mari, Masahiro Okashita, candidat du Parti libéral-démocrate japonais dans la dix-septième circonscription de la préfecture d'Osaka.

## Carrière électorale
À la suite du décès prématuré de son mari en 1998, elle décide de continuer sa volonté et s'engage dans la politique locale. Ainsi, elle se présente aux élections législatives japonaises de 2000, sous l'investiture du PLD, et remporte sa première élection, dans la même circonscription que son mari, et avec un programme similaire.
Elle perd son siège en 2003, contre Shingo Nishimura, qu'elle avait battu en 2000, mais le regagne en 2005, le battant à nouveau.
Okashita perd de nouveau son poste en 2009, contre le représentant du Parti démocrate Megumu Tsuji. En 2012, elle cherche à récupérer son siège de la dix-septième circonscription d'Osaka, mais échoue à nouveau, cette fois contre Nobuyuki Baba, du Parti de la restauration du Japon. Elle prend alors sa retraite politique. 

## Postérité
Son fils, Shohei Okashita (ja), brigue à son tour la circonscription dès 2014, mais échoue à être élu, toujours contre Baba. Il entre néanmoins à la Diète par la relance proportionnelle.

## Prises de positions
Okashita fait la promotion et soutient les Abenomics, politique économique japonaise promue par le premier ministre Shinzō Abe. Elle souhaite également une révision de la constitution antimilitariste du Japon.
Néanmoins, à l'inverse de la pensée majoritaire de son parti, elle estime que l'énergie nucléaire ne devrait pas être encouragée, et que sa contribution au mix énergétique japonais devrait diminuer. Elle mentionne régulièrement son attachement à l'écologie, et que le Japon devrait oeuvrer à devenir un pays « écologiquement avancé ».

## Vie privée
Elle épouse en 1962 Masahiro Okashita, un employé du ministère des finances. Ce dernier décède en 1998. Elle a deux fils et pratique régulièrement le golf.